# Świnna
Świnna ist ein Dorf und Sitz der gleichnamigen Gemeinde im Powiat Żywiecki der Woiwodschaft Schlesien, Polen.

## Geographie
Der Ort liegt am linken Ufer der Koszarawa zwischen den Makower Beskiden im Norden und den Saybuscher Beskiden im Süden. Die Nachbarorte sind die Stadt Żywiec (Saybusch) im Nordwesten, Rychwałdek im Nordosten, Pewel Mała im Osten, Jeleśnia im Südosten, Przyłęków im Süden, sowie Trzebinia und Juszczyna im Südwesten.

## Geschichte

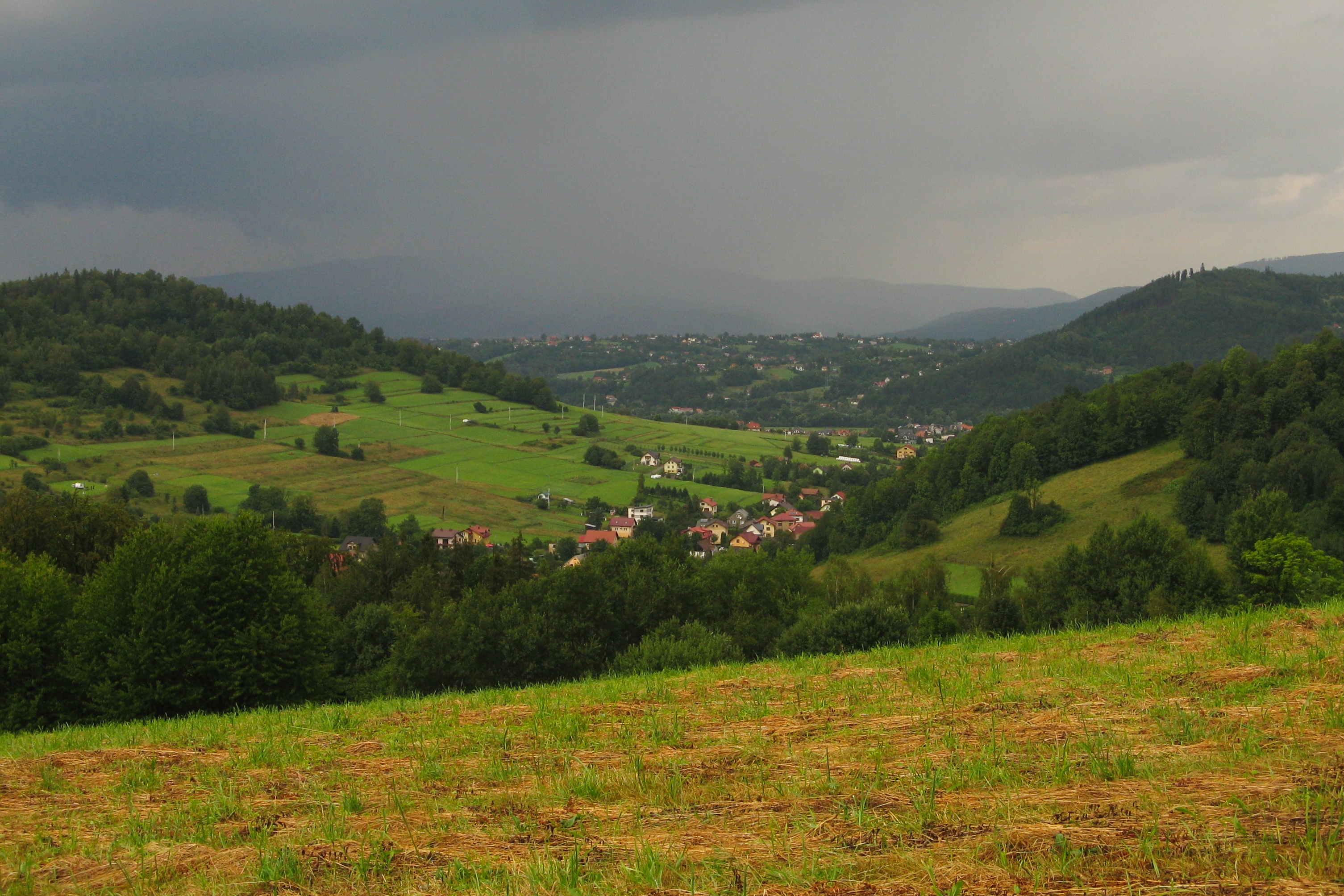
Świnna und Żywiec (2020)

Andrzej Komoniecki (1658–1729), der Vogt von Żywiec (Saybusch), in seiner Chronik des Saybuscher Landes aus dem frühen 18. Jahrhundert erwähnte die Familie der walachischen Woiewoden Promic/Primus aus Świnna im Jahr 1507. Das Dorf Świnna bzw. Świnia Mała wurde jedoch im Jahr 1537 erstmals urkundlich erwähnt. Es ist wahrscheinlich die erste Neugründung im damaligen widek (Kreis, Weichbild) nach dem Anfang der walachischen Kolonisation.
Der Ort gehörte dem Land Saybusch, ab 1564 im Kreis Schlesien der Woiwodschaft Krakau, ab 1569 in der Adelsrepublik Polen-Litauen.
Bei der Ersten Teilung Polens kam das Dorf 1772 zum neuen Königreich Galizien und Lodomerien des habsburgischen Kaiserreichs (ab 1804). Ab 1782 gehörte es dem Myslenicer Kreis (1819 mit dem Sitz in Wadowice). Nach der Aufhebung der Patrimonialherrschaften bildete es nach 1850 eine Gemeinde im Gerichtsbezirk und Bezirk Saybusch.
1918, nach dem Ende des Ersten Weltkriegs und dem Zusammenbruch der k.u.k. Monarchie, kam Świnna zu Polen. Unterbrochen wurde dies nur durch die Besetzung Polens durch die Wehrmacht im Zweiten Weltkrieg. Es gehörte dann zum Landkreis Saybusch im Regierungsbezirk Kattowitz in der Provinz Schlesien (seit 1941 Provinz Oberschlesien).
Von 1975 bis 1998 gehörte Świnna zur Woiwodschaft Bielsko-Biała.

## Gemeinde
Zur Landgemeinde Świnna gehören sechs Ortschaften mit einem Schulzenamt: Pewel Mała, Pewel Ślemieńska, Przyłęków, Rychwałdek, Świnna und Trzebinia.
Eine weitere Ortschaft der Gemeinde ist Janikówka.